# Baulme-la-Roche
Baulme-la-Roche är en kommun i departementet Côte-d'Or i regionen Bourgogne-Franche-Comté i östra Frankrike. Kommunen ligger i kantonen Sombernon som tillhör arrondissementet Dijon. År 2022 hade Baulme-la-Roche 92 invånare.

## Befolkningsutveckling
Antalet invånare i kommunen Baulme-la-Roche
Referens:INSEE